# Pseudhyperantha
Pseudhyperantha es un género de escarabajos de la familia Buprestidae.

## Especies
- Pseudhyperantha bloetei Thery, 1935
- Pseudhyperantha jucunda Saunders, 1869
- Pseudhyperantha pinratanai Hattori, 1997
- Pseudhyperantha trifasciata Toyama, 1989